# طبقة الألياف العصبية
تتكون طبقة الألياف العصبية الشبكية (الطبقة البصرية) من توسّع ألياف العصب البصري، حيث يكون أكثر سماكةً بالقرب من القرص البصري، ويتقلص تدريجياً بالاتجاه نحو الحاشية المشرشرة.
بمرور الألياف العصبية خلال الصفيحة المصفوية للصلبة فإنها تفقد مادة الميالين الخاصة بها، وتستمر قدماً خلال المشيمية والشبكية كاسطوانات محورية بسيطة.
عندنا تصل إلى سطح الشبكية الداخلي، فإنها تشع من نقطة دخولها فوق هذا السطح مجمّعةً في حزم، وتترتب في العديد من الأماكن في ضفائر.
تكون معظم الألياف منجذبة للمركز، وهي استمرارية مباشرة لعمليات الاسطوانات المحورية لخلايا الطبقة العقدية، لكن عدداً قليل منها تتنحى بقوة الطرد المركزي وتتشعب في الضفائر الداخلية والطبقات النووية الداخلية، حيث تنتهي في الأطراف الكبيرة.
يعاني مرضى التهاب الشبكية الصباغي من ترقق غير طبيعي في طبقة الألياف العصبية للشبكية التي ترتبط مع شدة المرض. مع ذلك، فإن سماكة طبقة الألياف الشبكية تقل بتقدم الإنسان في السن ولا تؤثر على حدّة البصر. إن استبقاء هذه الطبقة مهم في معالجة المرض لأنه الأساس لعملية التواصل بين الأعضاء الصناعية التي تركب في الشبكية والعصب البصري، أو زرع خلايا جذعية التي يمكن أن تعيد توليد المستقبلات الضوئية المفقودة.
طبقة الألياف البصرية الشبكة ذات بنية حساسة. تحفز بعض العمليات موت الخلايا الطبيعية. وقد تسبب بعض الحالات الضارة ضرراً للألياف البصرية الشبكية كارتفاع ضغط العين والتغيرات المتكررة في ضغط باطن العين والالتهابات وأمراض الأوعية الدموية ونقص الأكسجين. أبلغ Gede Pardianto (2009) عن ست حالات من تغير سماكة طبقة الألياف العصبية الشبكية بعد اللجوء لإجراءات باستخدام جهاز الفاكو. قد يسبب التذبذب المفاجئ داخل العين أثناء العمليات الجراحية الداخلية للعين ضرراً على طبقة الألياف العصبية الشبكية، بسبب الإجهاد الميكانيكي للضغط المفاجئ، إضافة للتأثير الإقفاري للانسداد للانسداد الصغري نتيجة الضغط المفاجئ الذي يمكن أن يولد فقاعة صغيرة يمكن أن تسدّ الأوعية الدقيقة.

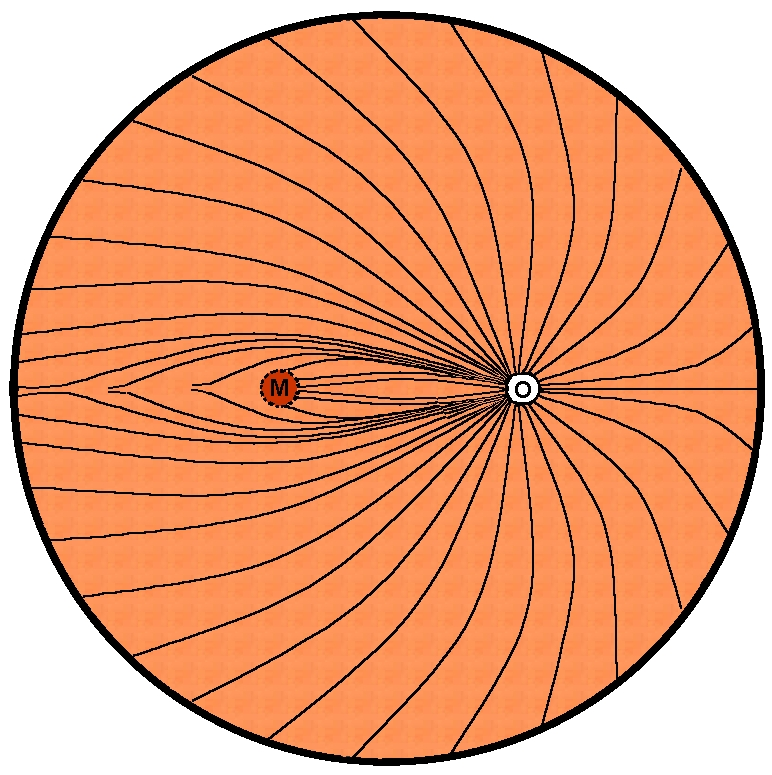
نمط الألياف البصرية

## وصلات خارجية
- صور نسيجية: 07902loa — نظام تعلم علم الأنسجة في جامعة بوسطن